# خرس‌ها چه فایده‌ای دارند؟
خرس‌های چه فایده‌ای دارند؟ (به اسپانیایی: ¿Para qué sirve un oso?) فیلمی اسپانیایی در رابطه با طبیعت و کمدی است که توسط تام فرناندز نوشته و کارگردانی شده‌است. خاویر کامارا، گونسالو دِ کاسترو و اما سوآرس در آن بازی کرده‌اند این فیلم اولین بار در ۲۶ مارس ۲۰۱۱ در فستیوال فیلم مالاگا به نمایش درآمد، این به زودی با انتشار تئاتری آن در ۱ آوریل در اسپانیا دنبال می‌شود.